# 사와가
사와가(일본어: 澤家 (신한자 : 沢家) さわけ[*])는 히로스미류 키요하라씨 맥락인 공가 및 화족이다. 공가로써의 가격은 반가이다. 화족으로써의 가격은 처음에는 자작이었으나, 후에 백작가가 되었다.

## 개요
에도 시대 초기의 정2위 오오쿠라쿄 후세하라 노부유키 (伏原宣幸, 1637년 (칸에이 14년) ~ 1705년 (호에이 2년))의 차남인 종2위 에몬노스케 사와 타다카즈 (澤忠量, 1637년 (칸에이 14년) ~ 1754년 (호레키 4년))을 선조로 한다.
에도 시대의 가록은 30석이었다. 막부 말기에는 타메카츠, 노부요시 부자가 근황양이파의 급선봉으로서 진무사로도 임명되어 활약하였다.
메이지 시대에는 타메카츠가 자작에 봉해지고, 타메카츠 (오쿠하라 진무부총독), 노부요시 (큐슈진무총독) 부자의 메이지 유신 공적이 고려되어, 노부카츠의 대부터는 백작에 진봉되어, 반가 중에 유일한 백작 가문이 되었다.